# Silverstone Circuit
Koordinati:   52°4′43″N, 1°1′1″W
Silverstone Circuit je dirkališče, ki leži v Silverstonu, Anglija. Najbolj je znano kot prizorišče Velike nagrade Velike Britanije, ki jo je prvič gostilo leta 1948. Velika nagrada Velike Britanije 1950 je bila sploh prva dirka v zgodovini Formule 1. Nekaj časa se je dirkališče izmenjevalo z dirkališčema Aintree in Brands Hatch, od sezone 1987, pa poteka tu vsakoletna dirka Formule 1. Dirkališče tudi gosti dirko serije BRDC International Trophy, prej ena od neprvenstvenih dirk Formule 1, danes pa je to vsakoletna dirka zgodovinskih dirkalnikov.

## Zmagovalci
Roza ozadje označuje dirke, ki niso štele za Svetovno prvenstvo Formule 1. Leta 2020 sta potekali dve dirki.
| Sezona | Zmagovalec              | Moštvo                     | Poročilo |
| ------ | ----------------------- | -------------------------- | -------- |
| 2025   | Lando Norris            | McLaren-Mercedes           | Poročilo |
| 2024   | Lewis Hamilton          | Mercedes                   | Poročilo |
| 2023   | Max Verstappen          | Red Bull Racing-Honda RBPT | Poročilo |
| 2022   | Carlos Sainz Jr.        | Ferrari                    | Poročilo |
| 2021   | Lewis Hamilton          | Mercedes                   | Poročilo |
| 2020   | Max Verstappen          | Red Bull Racing-Honda      | Poročilo |
| 2020   | Lewis Hamilton          | Mercedes                   | Poročilo |
| 2019   | Lewis Hamilton          | Mercedes                   | Poročilo |
| 2018   | Sebastian Vettel        | Ferrari                    | Poročilo |
| 2017   | Lewis Hamilton          | Mercedes                   | Poročilo |
| 2016   | Lewis Hamilton          | Mercedes                   | Poročilo |
| 2015   | Lewis Hamilton          | Mercedes                   | Poročilo |
| 2014   | Lewis Hamilton          | Mercedes                   | Poročilo |
| 2013   | Nico Rosberg            | Mercedes                   | Poročilo |
| 2012   | Mark Webber             | Red Bull-Renault           | Poročilo |
| 2011   | Fernando Alonso         | Ferrari                    | Poročilo |
| 2010   | Mark Webber             | Red Bull-Renault           | Poročilo |
| 2009   | Sebastian Vettel        | Red Bull-Renault           | Poročilo |
| 2008   | Lewis Hamilton          | McLaren-Mercedes           | Poročilo |
| 2007   | Kimi Räikkönen          | Ferrari                    | Poročilo |
| 2006   | Fernando Alonso         | Renault                    | Poročilo |
| 2005   | Juan Pablo Montoya      | McLaren-Mercedes           | Poročilo |
| 2004   | Michael Schumacher      | Ferrari                    | Poročilo |
| 2003   | Rubens Barrichello      | Ferrari                    | Poročilo |
| 2002   | Michael Schumacher      | Ferrari                    | Poročilo |
| 2001   | Mika Häkkinen           | McLaren-Mercedes           | Poročilo |
| 2000   | David Coulthard         | McLaren-Mercedes           | Poročilo |
| 1999   | David Coulthard         | McLaren-Mercedes           | Poročilo |
| 1998   | Michael Schumacher      | Ferrari                    | Poročilo |
| 1997   | Jacques Villeneuve      | Williams-Renault           | Poročilo |
| 1996   | Jacques Villeneuve      | Williams-Renault           | Poročilo |
| 1995   | Johnny Herbert          | Benetton-Renault           | Poročilo |
| 1994   | Damon Hill              | Williams-Renault           | Poročilo |
| 1993   | Alain Prost             | Williams-Renault           | Poročilo |
| 1992   | Nigel Mansell           | Williams-Renault           | Poročilo |
| 1991   | Nigel Mansell           | Williams-Renault           | Poročilo |
| 1990   | Alain Prost             | Ferrari                    | Poročilo |
| 1989   | Alain Prost             | McLaren-Honda              | Poročilo |
| 1988   | Ayrton Senna            | McLaren-Honda              | Poročilo |
| 1987   | Nigel Mansell           | Williams-Honda             | Poročilo |
| 1985   | Alain Prost             | McLaren-TAG                | Poročilo |
| 1983   | Alain Prost             | Renault                    | Poročilo |
| 1981   | John Watson             | McLaren-Cosworth           | Poročilo |
| 1979   | Clay Regazzoni          | Williams-Cosworth          | Poročilo |
| 1977   | James Hunt              | McLaren-Cosworth           | Poročilo |
| 1975   | Emerson Fittipaldi      | McLaren-Cosworth           | Poročilo |
| 1973   | Peter Revson            | McLaren-Cosworth           | Poročilo |
| 1971   | Jackie Stewart          | Tyrrell-Cosworth           | Poročilo |
| 1969   | Jackie Stewart          | Matra-Cosworth             | Poročilo |
| 1967   | Jim Clark               | Lotus-Cosworth             | Poročilo |
| 1965   | Jim Clark               | Lotus-Climax               | Poročilo |
| 1963   | Jim Clark               | Lotus-Climax               | Poročilo |
| 1960   | Jack Brabham            | Cooper-Climax              | Poročilo |
| 1958   | Peter Collins           | Ferrari                    | Poročilo |
| 1956   | Juan-Manuel Fangio      | Lancia-Ferrari             | Poročilo |
| 1954   | José Froilán González   | Ferrari                    | Poročilo |
| 1953   | Alberto Ascari          | Ferrari                    | Poročilo |
| 1952   | Alberto Ascari          | Ferrari                    | Poročilo |
| 1951   | José Froilán González   | Ferrari                    | Poročilo |
| 1950   | Giuseppe Farina         | Alfa Romeo                 | Poročilo |
| 1949   | Emmanuel de Graffenried | Maserati                   | Poročilo |
| 1948   | Luigi Villoresi         | Maserati                   | Poročilo |

## Različice dirkališča
- 1948
- 1949 do 1951
- 1952 do 1973
- 1975 do 1986

- 1987 do 1990
- 1991 do 1993
- 1994 do 1995
- 1996

- 1997 do 1999
- 2000 do 2009
- 2010 do danes